# Kapitælbånd
Kapitælbånd ("lille hoved" - også kapitæl, kapitæltøjet) - er de ofte stribede tøjstykker, der som regel findes foroven og forneden ved ryggen på et bogbind,
og som tjener både til forstærkning af denne
og til pynt, hvorefter der til yderligere
styrkning af ryggen påklistres et lag papir af en
sådan bredde, at det til hver side har et
lille fremspring, hvormed det kan befæstes
indvendig til bindets sider.